# Przełom Zuzanki
Przełom Zuzanki – przełom epigenetyczny, wycięty przez niewielką rzekę Zuzanka w litym podłożu skalnym, znajdujący się w gminie Ziębice.
Na odcinku przełomu dolina bardzo się zwęża – jej dno ma zaledwie 15–20 m szerokości, co mocno kontrastuje z niemal 220 m szerokością na odcinku położonym bardziej na południowy wschód. Przełom Zuzanki, o długości 320 m, charakteryzuje się ponadto wysokimi (ok. 20 m), stromymi stokami. Jest to jeden z obiektów planowanego Geoparku Wzgórz Niemczańsko-Strzelińskich.

## Położenie
Przełom Zuzanki administracyjnie przynależy do położonej w województwie dolnośląskim gminy Ziębice. Pod względem regionalizacji fizycznogeograficznej obiekt znajduje się na obszarze makroregionu Wzgórz Niemczańsko-Strzelińskich. Stanowisko znajduje się kilkaset metrów na południe od ostatnich zabudowań w miejscowości Skalice, przy zielonym szlaku, biegnącym wcześniej przez Skalickie Skałki. Obiekt jest bardzo łatwo dostępny, bez jakichkolwiek zagrożeń dla odwiedzających osób.

## Budowa geologiczna
Przełom Zuzanki wykształcił się w starych (proterozoicznych) gnejsach sillimanitowych (tzw. gnejsy z Nowolesia). Są to bardzo odporne na erozję skały metamorficzne. Skały te w przeszłości przykryte były mało odpornymi skałami osadowymi.